# Huckleberry Finns äventyr (film, 1960)
Huckleberry Finns äventyr (engelska: The Adventures of Huckleberry Finn) är en amerikansk dramafilm i CinemaScope och Technicolor från 1960 i regi av Michael Curtiz. Filmen är baserad på Mark Twains roman Huckleberry Finns äventyr från 1884. I huvudrollerna ses Eddie Hodges och Archie Moore. I en mindre roll märks Buster Keaton, som i filmen gjorde sin sista roll för MGM.

## Rollista i urval
- Eddie Hodges - Huckleberry Finn
- Archie Moore - Jim
- Tony Randall - Kungen av Frankrike
- Patty McCormack - Joanna Wilkes
- Neville Brand - Pap Finn
- Mickey Shaughnessy - Hertigen
- Judy Canova - sheriffens hustru
- Andy Devine - Mr. Carmody
- Sherry Jackson - Mary Jane Wilkes
- Buster Keaton - lejontämjare
- Finlay Currie - kapten Sellers
- Josephine Hutchinson - änkan Douglas
- Parley Baer - Grangeford man
- John Carradine - slavfångare
- Royal Dano - sheriff i Harlan
- Dean Stanton - slavfångare